# Hvidsten Kro
Hvidsten Kro er en kongeligt privilegeret kro, som stammer fra 1634 da den første kro blev bygget ved landevejen mellem Randers og Mariager i Hvidsten nær Spentrup. Det er en af landets historiske landevejskroer.

## Historie
Den blev bygget i 1634 ved den gamle Mariagerlandevej - i kirkebyen Hald.
Da man senere rettede vejføringen ud, så den nye vej kom til at passere Hvidsten, flyttede kroen med.
Digterpræsten Steen Steensen Blicher har boet i det nærtliggende Spentrup – og en gammel lade fra præstegården er flyttet til kroen og bevaret her. Dengang som nu serveres danske egnsretter på kroen. Specialiteten er "recepten", der består af spegesild, flæskeæggekage serveret på pande. Kogt kød med årstidens grøntsager, flæskesteg og hjemmelavet medister med rødkål, sovs og kartofler og koldt bord med hjemmelavet pålæg og ost.
Det er forrige århundredes kropar Marius og Gudrun Fiil, der har præget kroen, hvor Marius blev født i 1893. Gudrun med sin "recept" og Marius med sine opkøb af gamle ting og sager, som udstilles i de mange bygninger, som omgiver den oprindelige kro.
I 1930 var kroens beboere familien Fiil, med Marius Fiils 72-årige far med krohold som erhverv og fem børn samt en tjenestekarl, en tjenestepige og en bestyrer.
Kroen var i et års tid under 2. verdenskrig hjemsted for kroejer Marius Fiils Hvidstengruppe, indtil gruppen med adskillige medlemmer af familien Fiil blev arresteret af Gestapo.
Fiil-familien holdt 100 års jubilæum i 1984. Gudrun døde i 1972, men kroen føres videre i hendes ånd og drives i dag af Christina og Søren Fiil.
Bygningerne, herunder krobygningen, den tidligere rejsestald (1790) og beboelseslængen, blev fredet i 1987.
I 2017 blev der åbnet et lille museum i de gamle fredede stald- og ladebygninger om kroens historie og Hvidstengruppen.

## Trivia
- I 1984 udgav Post Danmark et frimærke med Hvidsten Kro.[6]
- Lars Lilholt har skrevet en sang om Hvidsten Kro.
- Den danske drama-film fra 2012 Hvidsten Gruppen og enkelte scener fra fortsættelsen Hvidstengruppen – de efterladte  er optaget omkring Hvidsten Kro.[7]